# Martin 4-0-4
Martin 4-0-4 là một loại máy bay chở khách của Hoa Kỳ do Glenn L. Martin Company chế tạo. Quân đội Hoa Kỳ định danh loại máy bay này là RM-1G (sau là VC-3A).

## Quốc gia sử dụng

### Dân sự
Bolivia
 Colombia
- Aero Proveedora Proa Ltda

 Cộng hòa Dominica
- Dominair
- Santiago Freighters

 Haiti
 México
 Panama
 Hoa Kỳ
- Air South

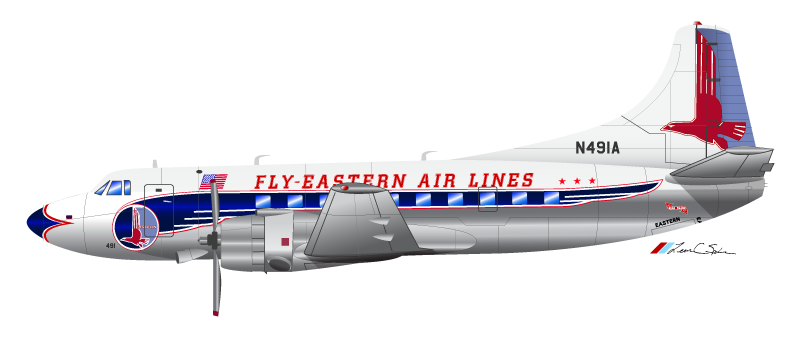
Martin 404 của hãng Eastern Airlines năm 1955

- Atlantic Southeast Airlines (1972-1979)
- Eastern Airlines (1951-1962) ♠
- Florida Airlines (1977-1981)
- Marco Island Airways (1973-1981)
- Mohawk Airlines (1961-1965)
- Pacific Air Lines (1959-1968)
- Ozark Air Lines (1964-1967)
- Pacific Air Lines
- Piedmont Airlines (1961-1972)
- Provincetown-Boston Airlines (1975-1984)

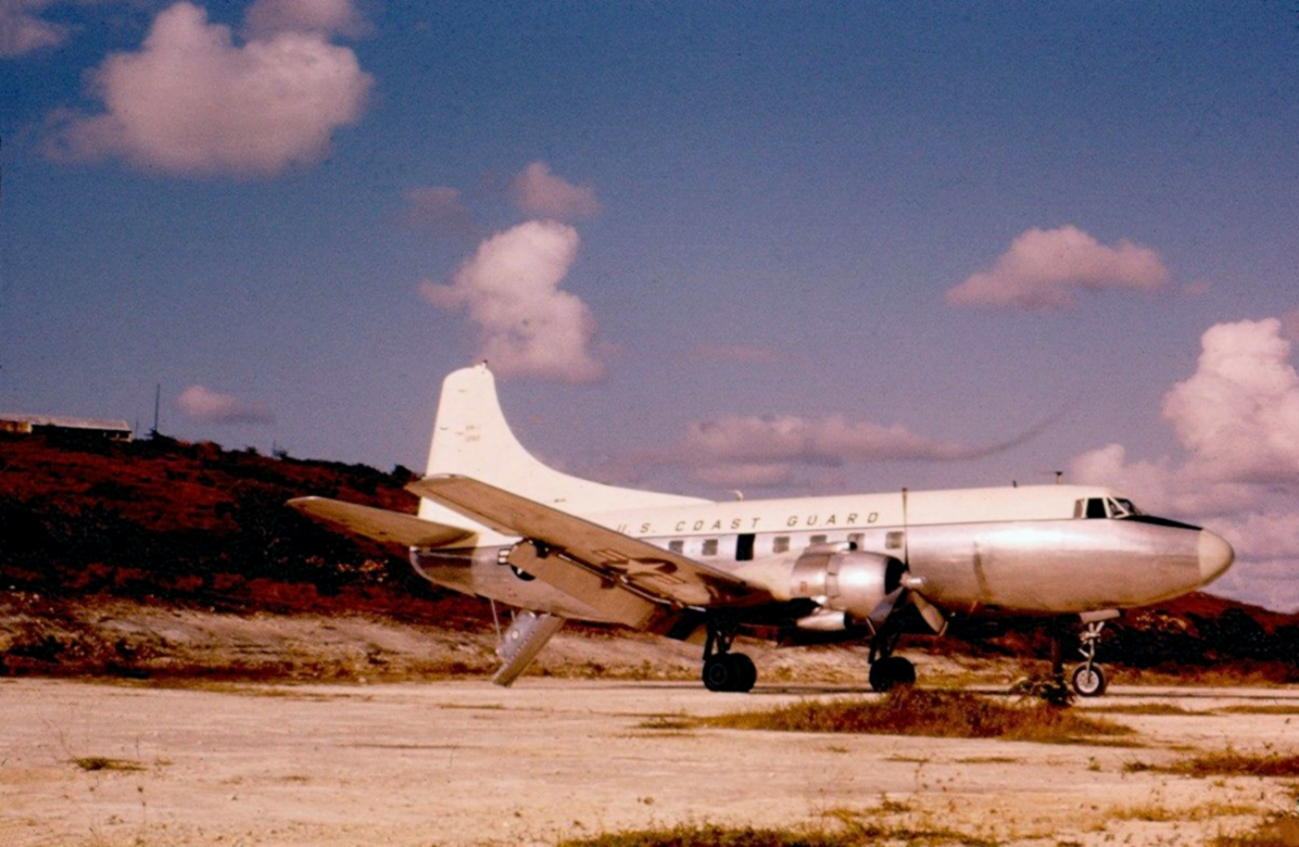
United States Coast Guard RM-1 in 1958.

- Southeast Airlines (1971-1976)
- Southern Airways (1961-1978)
- Trans World Airlines (1950-1961)

 Venezuela
- Rentavion

### Quân sự
Hoa Kỳ
- Bảo vệ Bờ biển Hoa Kỳ
- Hải quân Hoa Kỳ

## Tính năng kỹ chiến thuật
Dữ liệu lấy từ Jane's All The World's Aircraft 1953–54
Đặc tính tổng quát
- Kíp lái: 3 hoặc 4
- Sức chứa: 40 hành khách
- Chiều dài: 74 ft 7 in (22,73 m)
- Sải cánh: 93 ft 3 in (28,42 m)
- Chiều cao: 28 ft 5 in (8,66 m)
- Diện tích cánh: 864 foot vuông (80,3 m2)
- Kết cấu dạng cánh: GLM-W 16
- Trọng lượng rỗng: 29.126 lb (13.211 kg)
- Trọng lượng cất cánh tối đa: 44.900 lb (20.366 kg)
- Động cơ: 2 × Pratt & Whitney R-2800-CB16 , 2.400 hp (1.800 kW)  mỗi chiếc (công suất cất cánh), 1.800 hp (1.300 kW) (công suất trung bình)
- Cánh quạt: 3-lá Hamilton Standard 2H17K3-48R, 13 ft 2 in (4,01 m) đường kính

Hiệu suất bay
- Vận tốc cực đại: 312 mph (502 km/h; 271 kn) trên độ cao 14.500 ft (4.400 m)
- Vận tốc hành trình: 280 mph (243 kn; 451 km/h) trên độ cao 18.000 ft (5.500 m)
- Vận tốc tắt ngưỡng: 81 mph (70 kn; 130 km/h) trên mực nước biển
- Tầm bay: 1.080 mi (938 nmi; 1.738 km)
- Tầm bay chuyển sân: 2.600 mi (2.259 nmi; 4.184 km)
- Trần bay: 29.000 ft (8.839 m)
- Vận tốc lên cao: 1.905 ft/min (9,68 m/s)